# José María Ortega
General José María de los Dolores Ignacio de Ortega Álvarez, conocido simplemente como José María Ortega (Ciudad de México, 22 de mayo de 1792 - ibídem, 3 de noviembre de 1871) fue un militar mexicano que ocupó la gubernatura de Nuevo León. Fue también comandante militar en los territorios de San Luis Potosí y Jalisco.

## Biografía
Nació en la Ciudad de México el 22 de mayo de 1792, siendo hijo de Francisco Miguel de Ortega y de María de la Luz Álvarez. Desde muy joven se incorporó al ejército en el Regimiento de Dragones. Combatió a favor de los realistas durante la mayor parte de la Guerra de Independencia , hasta que en 1821 se unió al Ejército Trigarante bajo las órdenes de Anastasio Bustamante. Un año después fue designado comandante de las Provincias Internas. En 1832 participó con Nicolás Bravo en la campaña del sur, como mayor general de la brigada de artillería. Años más tarde, durante la guerra con Texas, estuvo al frente de la artillería en la batalla del Álamo, jugando un papel importante en la destrucción del fuerte.
José María Ortega gobernó Nuevo León de diciembre de 1841 a diciembre de 1844, periodo que se significó por una relativa calma, pese a que su administración nunca se sujetó del todo a las disposiciones de la dictadura de Santa Anna.
Durante la gestión de Ortega se expidió el primer reglamento de alumbrado público que hubo en Monterrey; doce serenos y un cabo —autorizados para portar armas en las rondas que efectuaban— eran los encargados de atenderlo.
También durante su gobierno tuvo lugar una de las excentricidades de Santa Anna: ningún empleado público usaría barba ni bigote por ser "adornos ridículos y ajenos al decoro y la decencia".
En 1843 se instaló en Manulique el primer aserradero que hubo en el Estado, propiedad del general Mariano Arista.
Por otra parte, a José María Ortega le correspondió otorgar el nombramiento de villa a la población de Pesquería Chica, y dividió el departamento de Nuevo León en tres distritos, siete partidos y treinta y un municipalidades.
Asimismo, se introdujo en Nuevo León el sistema de enseñanza lancasteriana, al inaugurarse un establecimiento de este tipo el 1 de julio de 1844.
A finales de ese año, se sucedieron en Puebla, Guadalajara y en la Ciudad de México levantamientos mediante los cuales se desconocía al gobierno de Santa Anna. En Nuevo León el movimiento fue apoyado por el general Mariano Arista y, en consecuencia, quedó encargado del gobierno Manuel María de Llano.
Antes de entregar el poder, José María Ortega fue repudiado por poseer un "alma endurecida", con "talento y valor pero sólo para acumular riqueza"; su ostentación "no tenía límites", decía entonces el periódico El centinela al criticar unas águilas doradas que había colocado en las ventanas de su domicilio.
Comandante militar de San Luis Potosí en 1847 y de Jalisco en 1853, José María Ortega murió en la Ciudad de México el 3 de noviembre de 1871.